# Yi-Shu-Si-Flussnetz
Das Yi-Shu-Si-Flussnetz (chinesisch 沂沭泗河水系, Pinyin Yí-Shù-Sì Héshuǐxì, englisch Yi-Shu-Si River System) hat seine Ursprünge – die namensgebenden Flüsse Yi He (沂河), Shu He (沭河) und Si He (泗河) – im Gebirge Yimeng Shan (沂蒙山) der chinesischen Provinz Shandong. Sie fließen südwärts in Richtung der Provinz Jiangsu und münden ins Gelbe Meer. Das Flussnetz besteht aus vielen Nebenflüssen und gehört zum Huai-He-Flussnetz. Der Kaiserkanal (Großer Kanal) im Osten verbindet den Huai He (淮河), das Yi-Shu-Si-Flussnetz sowie den Jangtsekiang und den Gelben Fluss miteinander.